# Apristus thoracicus
Apristus thoracicus är en skalbaggsart som beskrevs av Thomas Casey. Apristus thoracicus ingår i släktet Apristus, och familjen jordlöpare. Inga underarter finns listade i Catalogue of Life.